# ヴァイオリンとピアノのための幻想曲 (シューベルト)
ヴァイオリンとピアノのための幻想曲 ハ長調 D934は、フランツ・シューベルトが1827年から1828年にかけて作曲した室内楽曲。

## 概要
1827年12月26日、カール・マリア・フォン・ボックレト、イグナーツ・シュパンツィヒ、ヨーゼフ・リンケによってシューベルトのピアノ三重奏曲第2番の初演が行われた。ピアノ三重奏曲は大きな成功を収め、これに触発されたというシューベルトはヴァイオリンとピアノのための楽曲に着手する。翌月までに全曲が完成されて2月7日にウィーンで初演されたものの、この演奏会は大変な不評に終わった。当時のウィーンの聴衆や批評家は曲の長大さに耐え切れず、次々席を立っていったと伝えられる。
初演を受け持ったのはいずれもボヘミア出身であるピアノのボックレト、ヴァイオリンのヨーゼフ・スラヴィークであった。スラヴィークはパガニーニからも称賛を受けたとされる卓越した技術の持ち主であり、スラヴィークの演奏を想定して書かれた本作品は多分に技巧的に書かれている。また、ボヘミア出身の奏者を意識したと思われるボヘミア風、もしくはハンガリー風の色彩を帯びながら、それらがシューベルト一流の歌謡的旋律とともに、作曲者自ら幻想曲と名付けた自由な構成の中にまとめられている。本作は初演の失敗にもかかわらず、現在ではシューベルトの傑作のひとつに数えられる。

## 演奏時間
約25分。

## 楽曲構成
全曲は続けて演奏される。しかし、内容から3つないしは4つの部分に分けて考えることが出来る。
Andante molto 6/8拍子 ハ長調
曲はピアノが奏でるトレモロによって静かに幕を開ける。まもなくピアノのトレモロの上にヴァイオリンが譜例1を歌い始める。
譜例1
低音から現れたトリルを含む音型がヴァイオリンにも受け継がれながら進められていき、1オクターヴ低く譜例1が再び姿を現す。ピアノは自由なパッセージを奏でるがやがてトレモロへと戻っていき、ヴァイオリンとピアノが順にカデンツァ風のパッセージを奏して次の部分へ続く。
Allegretto 2/4拍子 イ短調
自由なソナタ形式。ピアノの歯切れの良い伴奏の上にヴァイオリンが譜例2を提示する。
譜例2
譜例2はピアノの後をヴァイオリンがカノン風に追いかける形で繰り返され、勢いを増してピアノによるイ長調の第2主題に移る（譜例3）。ヴァイオリンは華やかなパッセージで主題を彩る。
譜例3
以下、譜例3が展開されていき両楽器が16分音符の走句を奏でていく。落ち着いて第1主題の回帰が予告された後、譜例2の再現へと移行する。第2主題はハ長調でピアノに現れ、提示部と同様に進められていく。ピアノがユニゾンでスケールを力強く出し、これと第1主題の動機が一体となって進む。ピアノの大きなアルペッジョがクライマックスとなり、徐々に平静を取り戻してフェルマータが付された全休止となる。
Andantino 3/4拍子 変イ長調
変奏曲形式。主題と4つの変奏からなる。譜例4に示される主題は1821年に作曲された歌曲『Sei mir gegrüßt』から採られている。先導するピアノをヴァイオリンが繰り返すように、前半と後半の楽節がそれぞれ繰り返されて二部形式を形作る。
譜例4
第1変奏ではピアノが主題の変形を奏する一方、ヴァイオリンはスタッカートを付された音型で装飾していく。第2変奏ではピアノがスケールで上昇下降を繰り返し、ヴァイオリンがピッツィカートで付き添う。第3変奏のピアノはトリルが特徴的な変奏を奏で、ヴァイオリンは終始細かい動きを続ける。第4変奏は変奏曲部分の結尾句に相当し、主題が原型に近い形で現れた後、ヴァイオリンがカデンツァ風に下降して閉じられてフェルマータの全休止となる。続いて全曲冒頭のテンポに戻るとハ長調でピアノがトレモロを奏し始め、譜例1の主題が回帰する。トリルの音型も再現されつつ短くまとめられてクレッシェンドし、最後の部分へと接続される。
Allegro vivace 2/2拍子 ハ長調
前の部分から休止を置かず譜例5がピアノに現れる。この主題は変奏曲の主題であった譜例4と繋がりを持っている。
譜例5
ピアノが出す主題をヴァイオリンが模倣して繰り返し、経過句へ至る。譜例5の展開が少々行われてからピアノとヴァイオリンがユニゾンで堂々と譜例5を出す。先ほどと同じ経過句がイ長調で出され、譜例5の展開も同じように続く。ヴァイオリンが弱音のトレモロで主題を奏し始めると、そのまま息の長いクレッシェンドを経て頂点に到達し、突如アレグレット、3/4拍子、変イ長調となって譜例4の音型的変奏が現れる。これが緩やかに進められていき、フェルマータ付きの全休止で区切られるとプレスト、2/2拍子、ハ長調となる。全曲のコーダとなるこの部分は譜例5を素材とし、大きく盛り上がって一気に全曲を締めくくる。